# Eremophila psilocalyx
Eremophila psilocalyx är en flenörtsväxtart som beskrevs av F. Mueller.. Eremophila psilocalyx ingår i släktet Eremophila och familjen flenörtsväxter. Inga underarter finns listade i Catalogue of Life.